# 伯沃日
伯沃日（法語：Beveuge，法語發音：[bəvøʒ]）是法国上索恩省的一个市镇，属于吕尔区。

## 地理
伯沃日（47°33'30"N, 6°28'58"E）面积5.18 平方千米，位于法国勃艮第-弗朗什-孔泰大區上索恩省，该省份为法国东部内陆省份，北起顺时针与孚日省、贝尔福地区省、杜省、汝拉省、科多尔省和上马恩省接壤。
与伯沃日接壤的市镇（或旧市镇、城区）包括：圣费尔热、瑟纳尔让-米尼亚方。

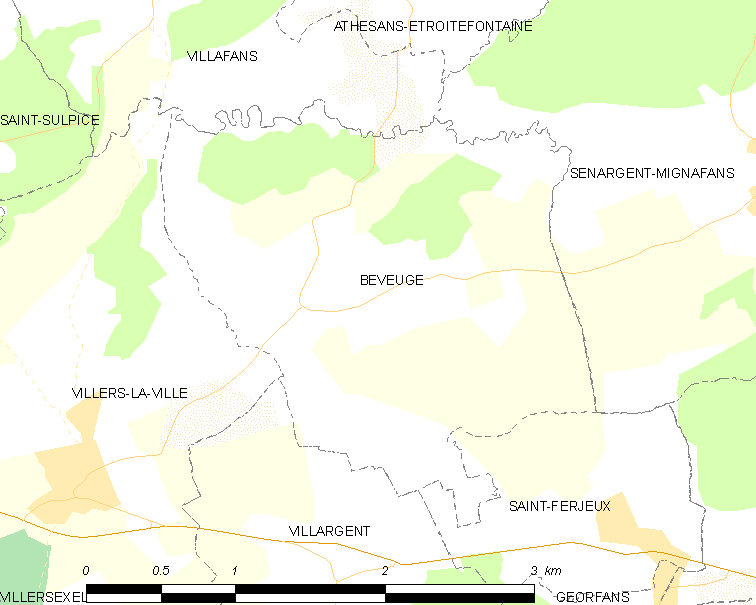
伯沃日的OSM定位图

伯沃日的时区为UTC+01:00、UTC+02:00（夏令时）。

## 行政
伯沃日的邮政编码为70110，INSEE市镇编码为70072。

## 政治
伯沃日所属的省级选区为维莱塞克塞勒县。

## 人口

1962-2008年间伯沃日人口变化图示

伯沃日于2022年1月1日时的人口数量为87人。